# American Orchid Society

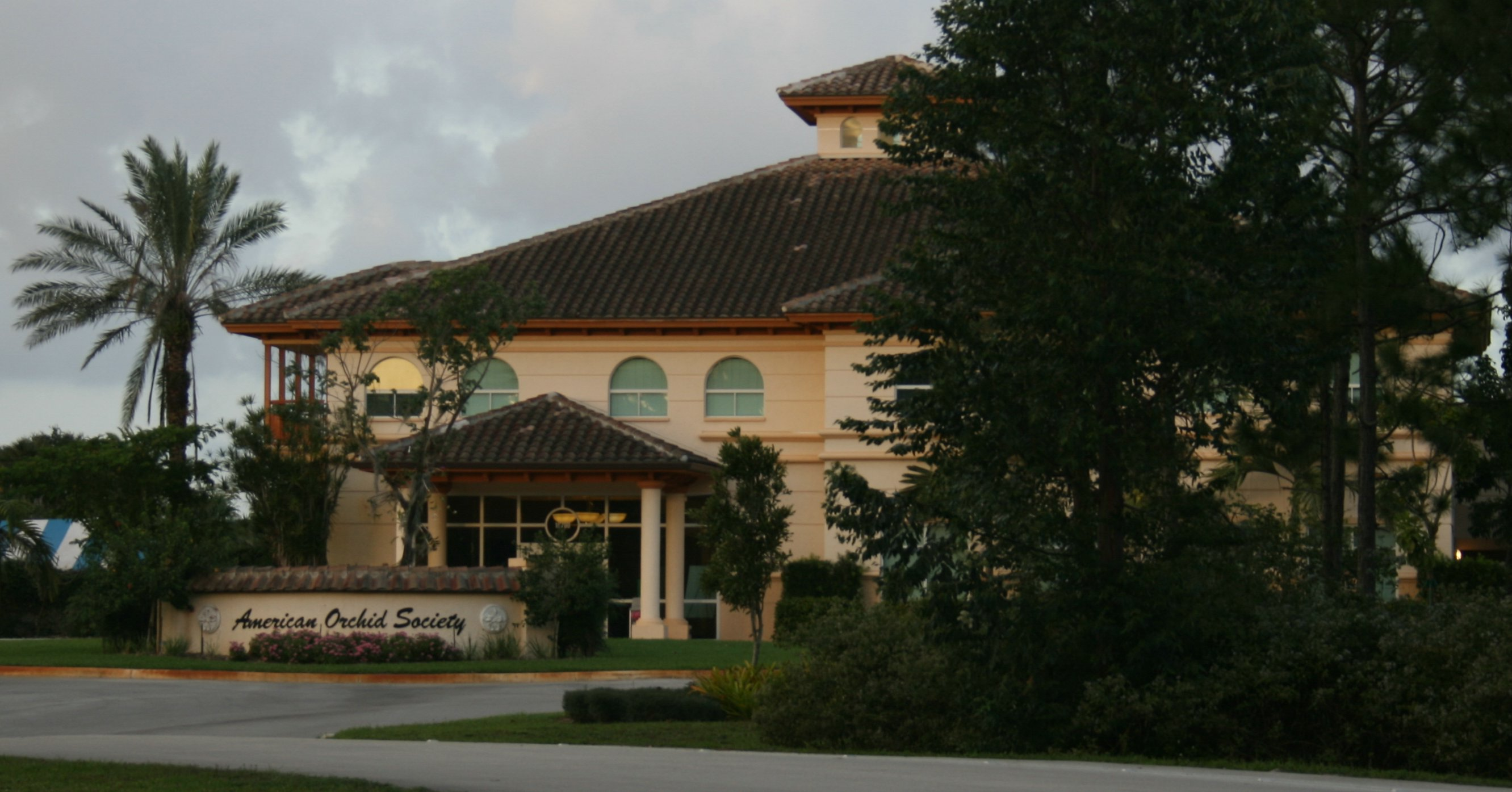
Hoofdkwartier

De American Orchid Society (AOS) is een organisatie die zich richt op de promotie van orchideeën door het faciliteren van educatie, natuurbescherming en onderzoek in de gehele wereld. 
De organisatie is in 1921 opgericht. Het lidmaatschap is wereldwijd opengesteld voor zowel wetenschappers als liefhebbers. De organisatie heeft een jurysysteem opgezet voor de keuring van nieuw ontwikkelde cultivars van orchideeën. In Delray Beach (Florida) bevindt zich het hoofdkwartier van de AOS. Ook is hier de botanische tuin van de organisatie te vinden. 
Leden zijn automatisch geabonneerd op het maandblad Orchids. 